# The Beatles' First
The Beatles' First es el primer álbum británico del 1962 y álbum alemán por Tony Sheridan y The Beat Brothers (también conocido como The Beatles) llamado My Bonnie. Fue grabado en Hamburgo en 1961. Ha sido publicado en 1964, 1967 y 2004. Se publicó en España con el título Lo Primero De The Beatles en 1964.

## La historia de algunas versiones
The Beatles' First fue lanzado en 1964 por Polydor Records (números de catálogo LPHM46432/SPLHM237632) y estaba disponible en el Reino Unido como una importación. El 4 de agosto de 1967, Polydor Records lanzó oficialmente el álbum en el Reino Unido, pero con una funda diferente y el número de catálogo 236-201.
En los Estados Unidos, el álbum fue publicado bajo el título In the Beginning (Circa 1960) en 1970 (Polydor 24-4504). En Nueva Zelanda, el álbum fue lanzado en tres ocasiones: en primer lugar, en 1966 (. Cat. no 237.632, como antes), en segundo lugar a principios de los años 1970, titulado The Beatles in Hamburgo (. cat. no NZ SP 125), la canción "Take Out Some Insurance on Me, Baby" fue retitulado " If You Love Me, Baby ", y en 1977 como un doble LP (cat. no. 118)
Todas las versiones posteriores del Tony Sheridan/Beatles/Beat Brothers son grabaciones reempacadas de las mismas pistas.
Este título está disponible en un CD doble set expandido subtitulado Deluxe Edition , con más canciones que fue publicado por Universal Music el 12 de junio de 2004. Las vías principales están en estéreo en el primer CD y en mono en el segundo CD. Esta versión también contiene una nueva camisa. El álbum similar Las primeras cintas de los Beatles (1984) fue reeditado en CD en un tiempo similar a esta versión deluxe edition.

## Lista de canciones

### LP Original
Todas las voces son de Tony Sheridan excepto donde lo indique: 
Lado uno
1. "Ain't She Sweet" (Ager/Yellen) (Voz de: John Lennon) – 2:10
2. "Cry for a Shadow" (George Harrison/John Lennon) (instrumental) – 2:22
3. "Let's Dance" (Lee) (por Tony Sheridan y The Beat Brothers) – 2:32
4. "My Bonnie" (traditional) – 2:06
5. "Take Out Some Insurance On Me, Baby" (Hall/Singleton) – 2:52
6. "What'd I Say" (Ray Charles) (por Tony Sheridan y The Beat Brothers) – 2:37

Lado dos
1. "Sweet Georgia Brown" (Bernie, Casey, Pinkard) – 2:03
2. "The Saints" (traditional) – 3:19
3. "Ruby Baby" (Jerry Leiber and Mike Stoller) (by Tony Sheridan & The Beat Brothers) – 2:48
4. "Why" (Compton/Sheridan) – 2:55
5. "Nobody's Child" (Cy Coben, Mel Foree) – 3:52
6. "Ya Ya" (Dorsey/Robinson) (by Tony Sheridan & The Beat Brothers) – 2:48

### Deluxe Edition
Disco Uno – Stereo
1. "Ain't She Sweet"
2. "Cry for a Shadow"
3. "Let's Dance"
4. "My Bonnie"
5. "Take Some Insurance On Me, Baby"
6. "What'd I Say"
7. "Sweet Georgia Brown"
8. "The Saints"
9. "Ruby Baby"
10. "Why"
11. "Nobody's Child"
12. "Ya Ya"
13. "My Bonnie" (Introdicción en inglés)
14. "My Bonnie" (Introducción en alemán)

Disc dos – Mono
1. "Ain't She Sweet"
2. "Cry for a Shadow"
3. "Let's Dance"
4. "My Bonnie"
5. "Take Some Insurance On Me, Baby"
6. "What'd I Say"
7. "Sweet Georgia Brown"
8. "The Saints"
9. "Ruby Baby"
10. "Why"
11. "Nobody's Child"
12. "Ya Ya"
13. "My Bonnie" (Introducción en inglés)
14. "My Bonnie" (Introducción en alemán)
15. "Let's Twist Again" (interpretada por Tony Sheridan)
16. "Top Ten Twist" (interpretada por Tony Sheridan)